# Jefta Varwijk
Jefta Varwijk is een Nederlandse regisseur en cameraman en houd zich voornamelijk bezig op het snijvlak van documentaires, korte films en kunst installaties. 

## Erkenning
Zijn korte documentaire Asylum die hij met collega Jaap van Heusden maakte voor de VPRO werd genomineerd voor een Gouden Kalf op het Nederlands Film Festival 2017.
De korte documentaire Blauw licht: Herinneringen van een ambulancebroeder en reportage Wie zorgt er voor de ambulancebroeder die net een kind heeft zien sterven? die hij maakte voor HUMAN en NRC met Carola Houtekamer en Jaap van Heusden, won De Tegel 2022 in de categorie Interview. In deze korte documentaire uit de serie 2Doc worden een aantal herinneringen van een ambulanceverpleegkundige verbeeld.

## Prijs
- De Tegel 2022